# Konsum
Konsum er et varemærke for dagligvarebutikker indenfor Kooperativa Förbundet i Sverige.
I en stor del af 1900-tallet var Konsum det primære navn for butikker indenfor kooperationen, også selv om andre butiksnavne forekom både lokalt og nationalt. Gennem årene er der blevet afprøvet et antal butikskoncepter indenfor konsumentforeningerne, og de har ikke sjældent anvendt Konsum-navnet. I 1947 åbnede Konsum en selvbetjeningsbutik i Stockholm ved Odengatan, som fik navnet Konsum Snabbköp.
Konsumbutikkerne blev længe drevet af de lokale konsumentforeninger. Gennem en antal forandringer i første halvdel af 1990'erne overlod de fem største foreninger (Konsumentföreningen Norrort, Konsumentföreningen Solidar, Konsumentföreningen Stockholm, Konsumentföreningen Svea og Konsumentföreningen Väst), som udgjorde 60 % af medlemmerne, sine butikker til Kooperativa Förbundet. Foreningerne findes stadigvæk; det var kun driften af butikkerne som blev overladt til Kooperativa Förbundet. De Konsumbutikker, som blev drevet af disse foreninger, blev samlet under navnet Gröna Konsum.
I løbet af 2001 forberedte KF sammenlægningen af dagligvarevirksomheden med de danske og norske modsvarigheder og dannede herved Coop Norden. Et led i dette var at indføre det fælles butiksnavn Coop. De butikker som hørte under Gröna Konsum-kæden skulle herefter skifte navn til Coop Konsum. Den første butik som skiftede navn var Coop Konsum Eriksberg i Göteborg i november 2001, og de øvrige butikker fulgte i løbet af 2002. Da Coop Norden blev dannet den 1. januar 2002 blev Coop Konsum/Gröna Konsum overført til Coop Sverige. I løbet af 2004 tilkom de nye butikskæder Coop Extra og Coop Nära, som i høj grad bestod af omprofilerede Coop Konsum-butikker.
De butikker som blev drevet af selvstændige konsumentforeninger blev ikke berørt af disse forandringer, men blev i starten fortsat drevet videre som Konsum-butikker eller lokale navne. Senere i 2000'erne skulle mange lokale foreninger indføre de nye navne.
I september 2015 meddelte Coop at deres butikker skulle samles under varemærkerne Lilla Coop, Coop og Stora Coop. Dette indebar at Konsum-navnet skulle udfases over tid.